# Premier League (Sierra Leone)
Premier League este primul eșalon din sistemul competițional fotbalistic din Sierra Leone.

## Echipele sezonului 2009-10
| Club               | Oraș       |
| ------------------ | ---------- |
| Central Parade     | Freetown   |
| Diamond Stars      | Koidu Town |
| East End Lions     | Freetown   |
| Freetown City F.C. | Freetown   |
| Gem Stars (R)      | Tongoma    |
| Golden Dragons     | Magburaka  |
| Kakua Rangers      | Bo         |
| Kallon F.C.        | Freetown   |
| Kamboi Eagles      | Kenema     |
| Mighty Blackpool   | Freetown   |
| Nepean Stars       | Bo         |
| Old Edwardians     | Freetown   |
| Ports Authority    | Freetown   |
| Wusum Stars        | Makeni     |

## Foste campioane
| - 1968 : Mighty Blackpool (Freetown) - 1969-72 : nu s-a disputat - 1973 : Ports Authority (Freetown) - 1974 : Mighty Blackpool (Freetown) - 1975-76 : nu s-a disputat - 1977 : East End Lions (Freetown) - 1978 : Mighty Blackpool (Freetown) - 1979 : Mighty Blackpool (Freetown) - 1980 : East End Lions ( Freetown) - 1981 : Real Republicans (Freetown) - 1982 : Sierra Fisheries (Freetown) - 1983 : Real Republicans (Freetown) - 1984 : Real Republicans (Freetown) - 1985 : East End Lions (Freetown) - 1986 : Sierra Fisheries (Freetown) | - 1987 : Sierra Fisheries (Freetown) - 1988 : Mighty Blackpool (Freetown) - 1989 : Freetown United (Freetown) - 1990 : Old Edwardians (Freetown) - 1991 : Mighty Blackpool (Freetown) - 1992 : East End Lions (Freetown) - 1993 : East End Lions (Freetown) - 1994 : East End Lions (Freetown) - 1995 : Mighty Blackpool (Freetown) - 1996 : Mighty Blackpool (Freetown) - 1997 : East End Lions (Freetown) - 1998 : Mighty Blackpool (Freetown) - 1999 : East End Lions (Freetown) - 2000 : Mighty Blackpool (Freetown) - 2001 : Mighty Blackpool (Freetown) | - 2002-04 : nu s-a disputat - 2005 : East End Lions (Freetown) - 2006 : Kallon F.C. (Freetown) - 2008 : Ports Authority (Freetown) - 2009 : East End Lions (Freetown) - 2010 : |